# Shakir Selim
Shakir Selim (ur. 10 kwietnia 1942, zm. 18 listopada 2008 w Symferopolu) – krymskotatarski poeta, publicysta, tłumacz.

## Życiorys
Urodził się w nieistniejącej obecnie wsi Büyük As na Krymie. Gdy miał 2 lata, rodzina została deportowana do obwodu samarkandzkiego. Wydał 7 tomików wierszy, z czego pierwszy ukazał się w 1971 roku. W roku 1974 ukończył studia na Wydziale Filologicznym Uniwersytetu w Samarkandzie i pracował jako nauczyciel w szkole podstawowej. Równocześnie był korespondentem wydawanej w Taszkiencie gazety Lenin Bayrağı (Sztandar Lenina) oraz był szefem działu audycji krymskotatarskich samarkandzkiego radia obwodowego. Gdy w 1989 roku Selim wrócił na Krym został zastępcą redaktora naczelnego gazety w języku krymskotatarskim „Qırım” (Krym) ukazującej się w Symferopolu. Od 1997 roku pełnił rolę redaktora naczelnego magazynu Yildiz (Gwiazda). Gdy w 1992 roku powstała Rada Pisarzy Krymskotatarskich, został jej przewodniczącym i funkcję tę pełnił do śmierci. Zmarł 18 listopada 2008 roku w Symferopolu.

## Tłumaczenia
Przetłumaczył: poemat Puszkina Jeniec kaukazu, Aleksandra Twardowskiego Prawem pamięci, wiersze Lermontowa, Adama Mickiewicza Sonety krymskie, Tarasa Szewczenki Katarzyna oraz teksty dramatów dla Krymskiego Tatarskiego Teatru Akademickiego: W nocz łunnogo zatmienija Mustaja Karima , Ożenek Nikolaja Gogola i Makbeta Szekspira.

## Tłumaczenie „Sonetów krymskich”
W 1995 roku fundacja Instytut na rzecz Demokracji w Europie Wschodnie (IDEE) w Warszawie zaczęła zabiegać o przetłumaczenie Sonetów krymskich na język krymskotatarski. Tłumaczenia podjął się Shakir Selim, który przyjechał do Polski na kurs komputerowy. W ciągu roku przetłumaczył on tekst i w maju 1996 roku ukazało się pierwsze wydanie Sonetów krymskich. Broszurka nie miała numeru ISBN, dlatego wydając je ponownie w 2013 roku podano, że jest to wydanie pierwsze. Jej wydawcą była Fundacja Kultury, która dofinansowała jej wydanie, przy współpracy Instytutu na rzecz Demokracji w Europie Wschodniej oraz Fundacji Odrodzenia Krymu w Bachczysaraju. Redaktorem została Urszula Doroszewska, ilustracje wykonał Ramiz Nietowkin.
W 2013 roku Muzułmański Związek Religijny RP wydał tomik Sonetami krymskimi Adama Mickiewicza w języku krymskotatarskim. Zamieszano w nim również teksty polskie, opracowanie o związkach Mickiewicza z Krymem oraz tłumaczeniach sonetów na inne języki.

## Nagrody
- 1997 – Narodowa Nagroda im. Tarasa Szewczenki